# 龙塘坝站
龙塘坝站是一个成昆铁路上的铁路车站，位于云南省楚雄彝族自治州禄丰县妥安乡龙塘坝，建于1970年，邮政编码为651222。
原为四等站，2019年底改建为乘降所，隶属昆明铁路局管辖，北上距攀枝花站185公里，成都站934公里，南下距广通站13公里，昆明站166公里。该站目前客运每日有一对慢车办理乘降业务，不办理货运业务。

## 概要
2020年前龙塘坝站原设有2条股道，站舍总面积1300平方米:398。1977年11月19日，一辆终到本站的零车内的一件重880公斤的变压器因车站无起重设备而无法卸货，导致零车被甩在本站、占用股道从而造成本站“事实上”的关闭。车站亦曾发生过调机站内调车时将被挂车辆撞走，溜入安全线并掉进龙川江的事故:12,43。